# 2049
2049 (ММXLIX) е обикновена година, започваща в петък според григорианския календар. Тя е 2049-ата година от новата ера, четиридесет и деветата от третото хилядолетие и десетата от 2040-те.

## Събития
- 1 октомври – Планирано е завършването на глобалната страгия за развитие, приета от правителството на Китайската народна република „Един пояс, един път“, съвпадащо с 100-годишнината от основаването на държавата.[1]